# San José Tepuzas
San José Tepuzas är en ort i Mexiko.   Den ligger i kommunen Huimilpan och delstaten Querétaro Arteaga, i den centrala delen av landet, 170 km nordväst om huvudstaden Mexico City. San José Tepuzas ligger 2 229 meter över havet och antalet invånare är 1 045.
Terrängen runt San José Tepuzas är kuperad åt sydost, men åt nordväst är den platt. Runt San José Tepuzas är det ganska tätbefolkat, med 104 invånare per kvadratkilometer. Närmaste större samhälle är Huimilpan, 10,4 km öster om San José Tepuzas. Trakten runt San José Tepuzas består till största delen av jordbruksmark.